# Piešťany
Piešťany (på tyska Pistyan, på ungerska Pöstyén) är en stad och kurort i västra Slovakien, som är belägen ca 80 km nordost om huvudstaden Bratislava. Staden som har en yta av 44,2 km² har en befolkning, som uppgår till 29 855 invånare (2005).
Piešťany var historiskt en betydande kurort, dess svavelhaltiga radioaktiva källa med en vattentemperatur på 67 °C omtalad redan på 1500-talet, kurorten besöktes ännu i början av 1930-talet årligen av över 20.000 gäster.